# Février 2008
L'année 2008 étant bissextile, ce mois de février a compté 29 jours.

## Actualités du mois

### Vendredi1erfévrier
- Belgique : L'ancien Premier ministre, Yves Leterme, sort de l'hôpital après avoir été admis pour une grave hémorragie intestinale, pour laquelle il a « frôlé la mort ».
- Tchad : Près de la capitale N'Djamena, des forces rebelles, soutenues et armées par le Soudan, affrontent l'armée tchadienne.

### Samedi2 février
- France : Au palais de l'Élysée, le président Nicolas Sarkozy épouse en troisièmes noces la chanteuse et ex top-modèle Carla Bruni. C'est la deuxième fois qu'un président se marie en cours de fonctions.
- Tchad : Les forces rebelles pénètrent dans la capitale N'Djamena. Les militaires français du dispositif « Épervier » regroupent les mille trois cents Français et tous les ressortissants étrangers.

### Dimanche3 février
- Afrique de l'Est : séisme important dans la région des Grands Lacs, aux Congo-Kinshasa, Rwanda et Burundi, faisant près de 40 morts et plus de 350 blessés.
- Monaco : Élections législatives.
- Palestine : Fermeture de la frontière entre l'Égypte et la Bande de Gaza ouverte en force depuis le 23 janvier dernier par les miliciens du Hamas pour desserrer le blocus israélien.
- Serbie : Deuxième tour de l'élection présidentielle remportée Boris Tadic avec 50,5 % des voix exprimées. Président sortant et pro-occidental, il est soutenu par le Parti démocrate.
- Tchad : l'armée tchadienne, fidèle au Président Idriss Déby, commence sa contre-attaque et repousse en deux jours les forces rebelles hors de la capitale N'Djamena.

### Lundi4 février
- France : Réunis en Congrès à Versailles, le Parlement et le Sénat votent, par 540 voix pour et 181 voix contre, la réforme constitutionnelle préalable obligé à la ratification du « Traité européen de Lisbonne ». Des milliers de manifestants protestent contre cette réforme constitutionnelle.
- Roumanie : Le Président Nicolas Sarkozy arrive en visite officielle.
- États-Unis : La NASA diffuse la chanson des Beatles Across the Universe dans l'espace, en direction de l’étoile polaire, pour fêter trois anniversaires : les 40 ans de la chanson, le cinquantenaire du lancement du premier satellite américain, Explorer 1, et la mise au point il y a 45 ans du Deep Space Network, un réseau international d'antennes destinés à l'exploration spatiale[1].

### Mardi5 février

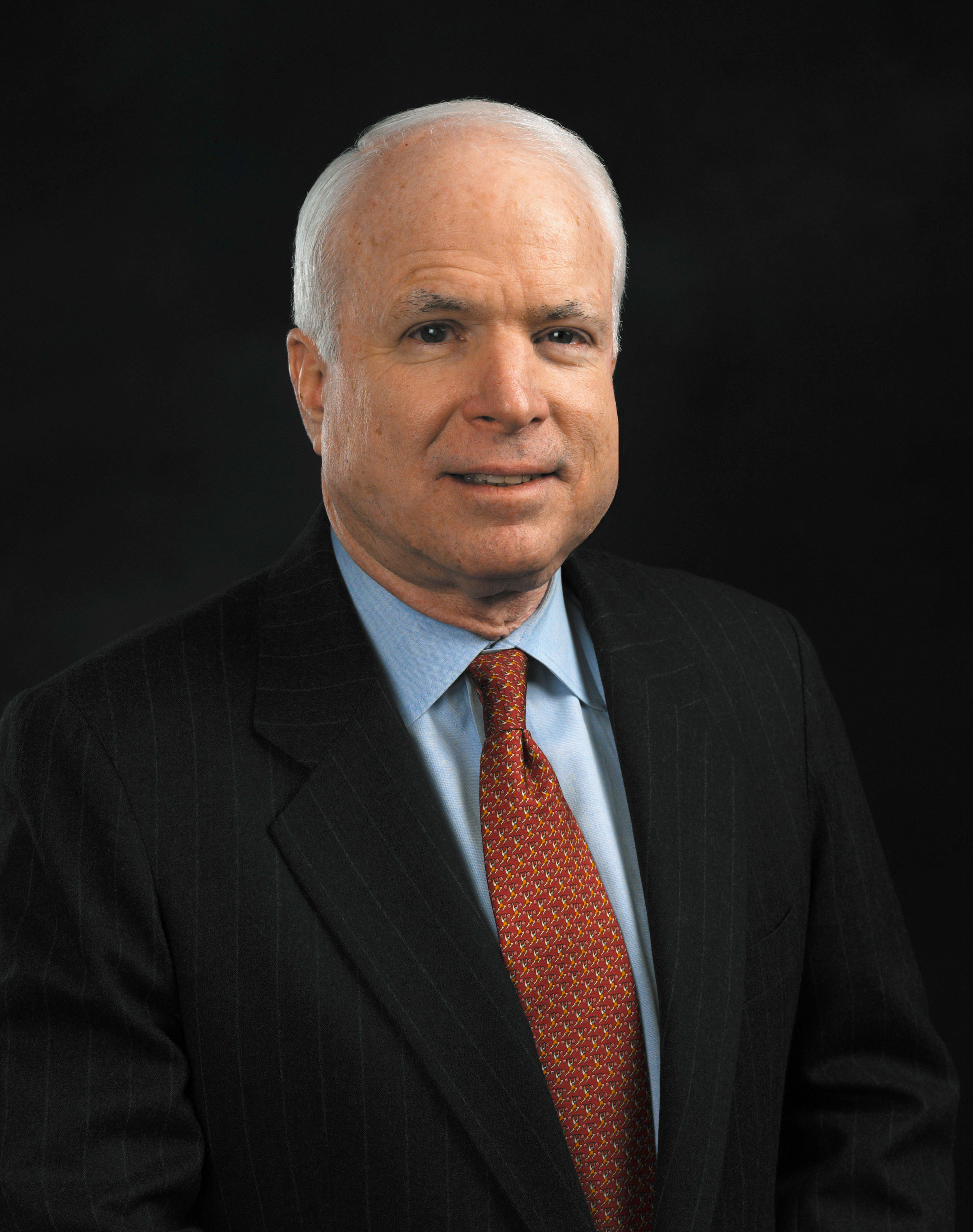
John McCain, portrait officiel

- États-Unis : « Super Tuesday », les électeurs de 22 États et un territoire désignent les délégués chargés d'investir les candidats démocrates et républicains qui s'affronteront pour la présidentielle de novembre 2008. Sept États ont déjà voté et 19 autres le feront après ce mardi. Chez les républicains John McCain gagne cette journée. Chez les démocrates Hillary Clinton garde une légère avance sur Barack Obama.
- France : Dévoilement du nouveau AGV (automotrice à grande vitesse) le nouveau bijou d'Alstom [2]:
- Maroc : L'internaute marocain, Fouad Mourtada, 27 ans, est arrêté pour avoir usurpé l'identité de Moulay Rachid, le frère du roi sur le site Facebook.
- Tchad, 2008 aux Nations unies : Cessez-le-feu dans la capitale N'Djamena. Sur proposition de la France, le Conseil de sécurité vote à l'unanimité une déclaration appelant au soutien du « gouvernement légal » tchadien.

### Mercredi6 février
- France : L'Assemblée nationale ratifie le « Traité européen de Lisbonne » par 336 voix contre 52.

### Jeudi7 février
- Grande-Bretagne : Mort à Rome d'Andrew Bertie (78 ans), actuel Grand Maitre de l'ordre souverain de Malte.
- France : Le Sénat ratifie le « Traité européen de Lisbonne » par 265 voix contre 42.
- Turquie : Le Parlement vote une réforme de la Constitution levant l'interdiction du voile islamique dans les universités.

### Vendredi8 février
- République tchèque : Élection présidentielle.
- Russie : Visite officielle du premier ministre polonais, Donald Tusk qui tente de normaliser les relations entre les deux pays.

### Samedi9 février
- Birmanie : La dictature militaire annonce un référendum sur une nouvelle constitution en mai et des élections multipartites pour 2010. Le communiqué officiel affirme qu'il s'agit de la première étape d'une « feuille de route vers une démocratie disciplinée », que « l'administration militaire doit se transformer en système administratif démocratique et civil ».
- Darfour : Plus de douze mille personnes, essentiellement des hommes, fuyant les bombardements et les attaques de l'armée soudanaise et des miliciens janjawid, qui ont repris le contrôle de trois nouvelles localités, ont rejoint le Tchad et les 240 000 réfugiés déjà installés dans les camps. Les nouveaux réfugiés annoncent l'arrivée prochaine de milliers de femmes et d'enfants.
- Égypte : Un avis de la Cour administrative suprême, confirme la suprématie de la Constitution égyptienne, qui garantit la liberté de croyance, sur la loi islamique en reconnaissant le droit de douze chrétiens coptes convertis à l'Islam de pouvoir revenir à leur religion d'origine et de le faire inscrire sur leurs papiers officiels. L'apostasie, aux yeux de l'Islam est punissable de mort.
- France : Le ministère de l'Agriculture, invoquant « le principe de précaution  », signe l'arrêté d'interdiction de la variété de maïs génétiquement modifié « MON810 ». Les producteurs estiment à 10 millions d'euros le préjudice qu'ils subissent pour les 100 000 hectares qu'ils voulaient planter avec cette variété.
- G7 : Réunis à Tokyo pour deux jours, les ministres des Finances et les responsables des banques centrales reconnaissent que la croissance mondiale risquait un ralentissement « à plus ou moins court terme ». Selon le FMI, les pertes financières globales liées à la crise des subprimes pourraient s'élever à plus de 400 milliards répartis entre banques américaines, européennes et asiatiques.
- Pakistan : Des centaines de juges et avocats ont manifesté dans les principales villes du pays.
- Tchad : Une colonne de 150 à 200 véhicules de la coalition de rebelles soutenus par le Soudan et suivie par l'armée tchadienne, ont quitté la ville de Mongo à 400 km à l'est de la capitale pour se diriger vers le sud.

### Dimanche10 février

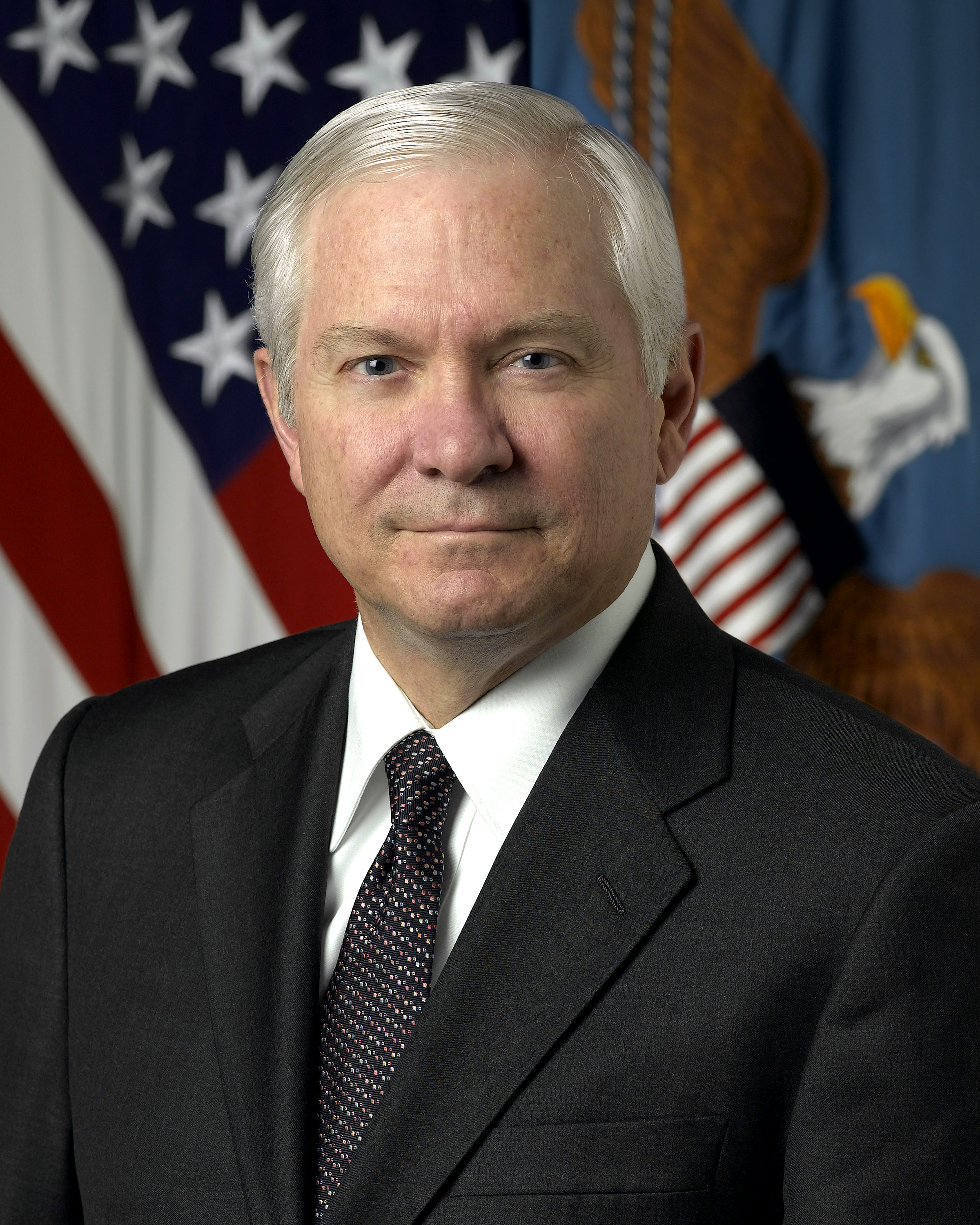
Robert Gates

- Europe : Lors de la conférence annuelle sur la sécurité, le secrétaire d'État américain à la Défense, Robert Gates affirme que la sécurité des Européens face au « danger de l'extrémisme islamiste violent » dépend du renforcement de leur participation à la pacification en Afghanistan.
- Sport : L'Égypte bat le Cameroun lors de la finale de la 26e édition de la Coupe d'Afrique des Nations de football 1 but à 0.

### Lundi11 février
Premier épisode de Un dîner presque parfait.

### Mardi12 février
- Liban : Imad Moughniyeh, un des principaux chefs du Hezbollah chiite libanais est tué dans une mystérieuse explosion à Damas. Recherché par le Mossad, la CIA et Interpol depuis les années 1980, il était un des plus dangereux activistes du mouvement, un partisan de la guerre clandestine et un théoricien de l'attentat à la voiture piégée et de la prise d'otages. Il est soupçonné d'être l'organisateur des attaques meurtrières contre l'ambassade américaine à Beyrouth et contre les bases des Marines américains et des paras français, qui en 1983, avaient forcé les Occidentaux à se retirer du Liban. Il était depuis chargé des actions clandestines du Hezbollah et des liaisons avec la Syrie et l'Iran.
- Ukraine : Signature de l'accord gazier entre le Président Viktor Iouchtchenko et Vladimir Poutine.
- États-Unis : fin de la grève des scénaristes qui a enrayé pendant près de quatre mois l'industrie des films et des séries aux États-Unis[3].

### Mercredi13 février

Kevin Rudd, Premier ministre de l'Australie

- Afghanistan : Une embuscade contre une patrouille de l'ISAF à 60 km à l'Est de Kaboul cause la mort d'un soldat italien et en blesse un autre.
- Australie : Le premier ministre travailliste, Kevin Rudd, a demandé « pardon » aux Aborigènes (470 000 personnes soit 2 % de la population totale) pour les injustices subies pendant deux siècles et a présenté les excuses officielles du gouvernement aux Générations volées — les dizaines de milliers d'enfants autochtones retirés de force à leurs parents de 1910 jusque dans les années 1970 pour être placé dans des foyers à des fins d'assimilation. En 1997, le premier ministre conservateur John Howard leur avait déjà présenté ses excuses mais à titre personnel.
- Bulgarie : La commission d'enquête chargée d'éclairer le passé communiste du pays révèle que 107 ministres qui ont appartenu aux gouvernements depuis la fin de la dictature communiste, dont l'ancien premier ministre Jan Videnov, ont été d'anciens agents de l'ex-police secrète. Plusieurs ministres du gouvernement socialiste actuel en font partie.
- Danemark : Reprise dans de nombreux journaux danois de la caricature de Mahomet de 2006 d'un dessinateur visé par un projet d'attentat découvert à temps.
- France : 
  - Lors du dîner annuel du Crijf (Conseil représentatif des institutions juives de France), le Président Nicolas Sarkozy souhaite que chaque élève des classes de CM2 prenne en charge « la mémoire d'un des onze mille enfants français juifs victimes de la Shoah ». Cette position engendre un profond malaise dans le pays y compris au sein de la communauté juive — Simone Veil émet une critique très dure — et des milieux enseignants qui craignent une réaction de culpabilisation des jeunes enfants.
  - Mort du chanteur Henri Salvador (90 ans) d'une rupture d'anévrisme, à Paris.
- Géorgie : L'opposant géorgien Badri Patarkatsichvili décède d'une crise cardiaque à Londres. Scotland Yard parle d’abord de « mort suspecte ». Milliardaire et puissant homme d'affaires, il a été durant des années le bras droit de Boris Berezovski et avait une réputation de « parrain ». Après 2000, il s'était imposé comme un acteur clé du système politico-économique de la Géorgie indépendante et développa un système de pratiques clientélistes. Convaincu d'avoir tenté d'organiser un coup d'État en mai 2007 contre le président Saakachvili qui fut finalement réélu. Badri, accusé de haute trahison, dut partir en exil en septembre.
- Pays basque: La Cour d'assise spéciale de Paris, condamne à 30 ans de réclusion criminelle, Juan Ibon Fernandez Iradi, dit « Susper », l'ancien chef présumé de l'appareil militaire de l'ETA. Il est accusé d'avoir tiré sur un gendarme français en  2001. Un autre indépendantiste basque, Antonio Agustin Figal Arranz est condamné dans la même affaire à dix ans de réclusion.
- Sri Lanka : Le Comité international de la Croix-Rouge, dénonce un accroissement des violences avec plus de 180 civils tués depuis le début de l'année dont de nombreux enfants.

### Jeudi14 février
- États-Unis : massacre scolaire à la Northern Illinois University, tuant cinq étudiants et blessant seize autres, avant que le meurtrier ne retourne l'arme contre lui.
- Iran : Selon des diplomates en poste à Vienne — ville du siège de l'AIEA —, l'Iran poursuit son programme nucléaire militaire. Des tests d'enrichissement dans des centrifugeuses de deuxième génération auraient été effectués. Du gaz d'uranium (UF6) a été utilisé ce qui ouvrirait la voie à la fission nucléaire et à la fabrication de la bombe atomique dès cette année.

### Vendredi15 février
- Afrique : Le Président George W. Bush entame une série de visites officielles de six jours qui l'amèneront, au Bénin, au Liberia, en Tanzanie, au Rwanda, au Ghana et au Libéria. Il met l'accent sur l'aide au développement et la lutte contre les pandémies.
- Cuba : Le gouvernement cubain annonce la libération de sept prisonniers politiques arrêtés avec 59 autres en mars 2003 sur ordre de Fidel Castro et détenus depuis sans jugement.
- France : La ministre de l'Enseignement supérieur Valérie Pécresse s'engage à réaliser 5 000 constructions et 7 000 réhabilitations de logement étudiant par an jusqu'en 2012 pour un total de 620 millions d'euros.
- Sport : Le maire de Grenoble inaugure le nouveau stade du Grenoble Foot 38 : le Stade des Alpes. L'ancien stade, le Stade Lesdiguières n'accueillera à présent que des matchs de rugby, il appartient maintenant au FC Grenoble.
- Le premier match au Stade des Alpes, fut gagné par les grenoblois sur le score de 1-0 face au Clermont Foot.
- Tchad : Le gouvernement tchadien prend un décret établissant l'état d'urgence.

### Dimanche17 février

Drapeau du Kosovo

- Chypre : Élection présidentielle, Demetris Christofias est le nouveau président de la république.
- Kosovo : 
  - Proclamation unilatérale de l'indépendance de la province majoritairement albanophone. Les drapeaux majoritairement brandis durant les réjouissances furent celui de l'Albanie, puis celui des États-Unis, avant celui du Kosovo.
  - Le général français Yves de Kermabon, ex-commandant du quartier général du corps de réaction rapide, est chargé par l'Union européenne d'encadrer l'indépendance.
- Madagascar : Le cyclone Ivan balaie l'île du 17 au 19 février et cause 83 morts et fait 187 687 sans abris.
- Nations unies : La Russie demande que la proclamation de l'indépendance du Kosovo soit déclarée « nulle et non avenue ».
- Serbie : La Serbie ne reconnaît pas l'indépendance du Kosovo. D'importantes manifestations se déroulent en Serbie et en particulier dans la capitale Belgrade.

### Lundi18 février
- France : 

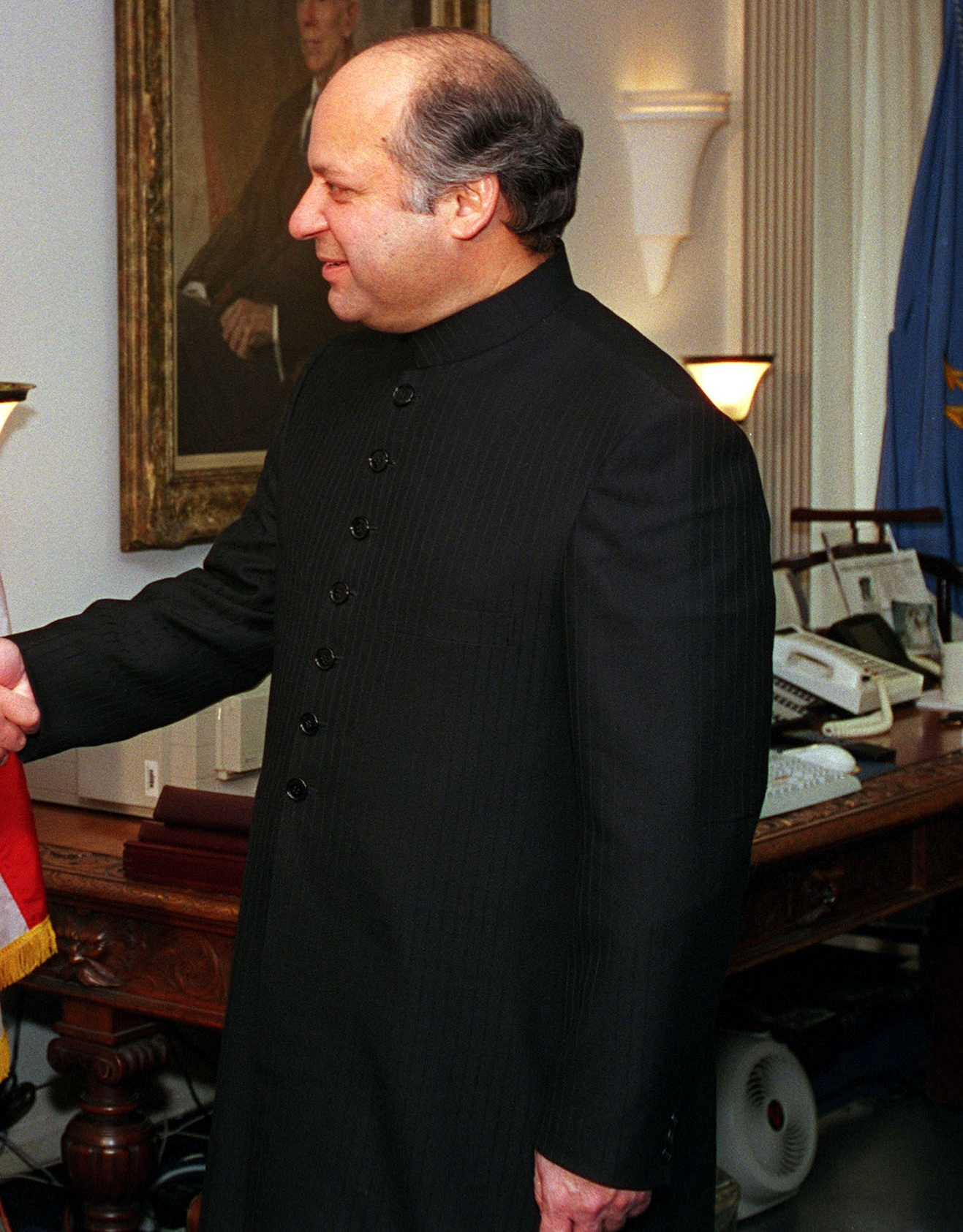
Nawaz Sharif, ancien premier ministre du Pakistan.

  - À Villiers-le-Bel, une vaste opération mobilisant 1 100 policiers et une foule de journalistes est organisée pour arrêter 35 individus soupçonnés, après une longue et fastidieuse enquête, d'être impliqués, à des degrés divers, des coups de feu contre les policiers lors des émeutes de fin novembre et qui avaient causé des blessures aux membres des forces de l'ordre.
  - Mort du romancier Alain Robbe-Grillet (85 ans). Il fut un des maîtres du « nouveau roman ».
- Kosovo : Le nouvel État est reconnu par l'Afghanistan, le Costa Rica, l'Albanie, la France, la Turquie, la Grande-Bretagne et les États-Unis, alors que d'autres pays refusent de le reconnaître (Chine, Espagne, Chypre et Roumanie et que certains autres émettent de sérieuses réserves (Grèce, Portugal, Tchéquie et Slovaquie).
- Pakistan : Les élections législatives repoussées après l'assassinat de l'ancien Premier ministre et chef de l'opposition, Benazir Bhutto, sont remportées par les deux principaux partis de l'opposition, alliés pour la circonstance : le Parti du peuple pakistanais, désormais codirigé par Asif Ali Zardari, veuf de Benazir Bhutto et la Ligue musulmane du Pakistan (N) dirigée par l'ancien Premier ministre Nawaz Sharif.

### Mardi19 février

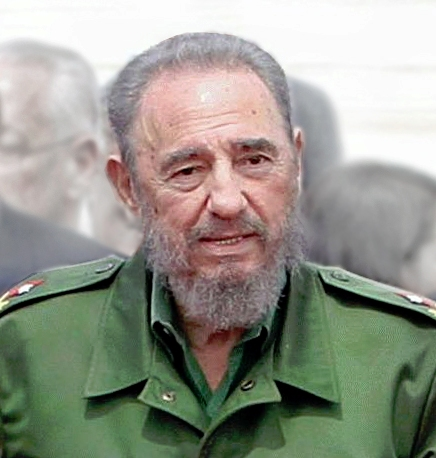
Fidel Castro, ancien président-dictateur de Cuba

- Arménie : Victoire du premier ministre Serge Sarkissian à l'élection présidentielle face à l'ancien président Levon Ter-Petrossian. L'opposition estime que le scrutin a été entaché de nombreuses fraudes.
- Tibet : 70e anniversaire de la naissance du 10e Panchen Lama, deuxième chef spirituel du Tibet après le dalaï-lama.
- Cuba : Du fait de sa longue maladie, déclarée dix-mois auparavant, le dictateur Fidel Castro annonce son retrait définitif de la présidence cubaine.
- Kosovo : l'Australie et le Sénégal reconnaissent officiellement le nouvel État.
- Sport : Le Canadien de Montréal comble un déficit  de 5-0 en l'emportant 6-5 en fusillade ce qui complète une des plus grandes remontées de l'histoire du hockey professionnel (LNH).
- États-Unis : La banque suisse Julius Bär a obtenu que la société californienne Dynadot efface l'adresse wikileaks.org de ses registres DNS.

### Mercredi 20 février
- France : Sortie de Bienvenue chez les Ch'tis (film) dans le Nord-Pas de Calais et une partie de la Picardie.
- Inde : Début d'une marche de 800 kilomètres (padyatra) entreprise par quelques centaines de personnes pour que le gouvernement vienne en aide à ceux qui ont survécu à la catastrophe du 3 décembre 1984 lorsqu'un nuage de fumée toxique s'est échappé de l'usine Union Carbide causant la mort de près de trente mille personnes.
- Kosovo : l'Allemagne, la Lettonie et la Malaisie reconnaissent officiellement le nouvel État.

### Jeudi 21 février
- Éclipse lunaire totale
- Bosnie : Le parlement de la Republika Srpska a décidé qu'elle avait le droit de faire sécession si l'ONU et une majorité des pays de l'Union européenne reconnaissaient l'indépendance du Kosovo.
- Environnement, neutralité carbone : Cinq pays — Costa Rica, Islande, Monaco, Norvège et Nouvelle-Zélande — se sont engagés à orienter leur économie vers une neutralité carbone en réduisant fortement leurs rejets de CO2. Le Costa Rica est à l'origine de cette initiative, reprise par le Programme des Nations unies pour l'environnement. Les pays signataires s'engagent à devenir « climatiquement neutre » d'ici 2021.
- France : La « loi Dati » sur la « rétention de sureté » est partiellement censurée par le Conseil constitutionnel. Les magistrats ont donné leur accord à l'enfermement à vie d'individus condamnés mais estiment que cette procédure ne peut s'appliquer qu'aux futures condamnations [4]. Les criminels pourront être enfermés à vie si leur dangerosité à l'issue de leur incarcération présente toujours un risque aux yeux des professionnels. La détention sera prononcée par une commission de trois magistrats, pour une période initiale d'un an renouvelable indéfiniment.
- Kosovo : L'Estonie, l'Italie, le Danemark et le Luxembourg reconnaissent officiellement le nouvel État indépendant ce qui monte à 16 le nombre d'Etats indépendants à établir des liens diplomatiques avec le Kosovo.
- Kurdistan : L'armée turque entame une offensive de grande envergure contre les positions et les camps des troupes du Parti des travailleurs du Kurdistan au Kurdistan irakien, ce qui constitue une grave violation du territoire de l'Irak.
- Serbie : Dans le cadre des manifestations contre l'indépendance du Kosovo, plus de deux cent mille personnes manifestent à Belgrade, la tension est extrême et l'ambassade des États-Unis est incendiée. Bilan de la journée d'émeutes : 1 mort et 118 blessés.
- Venezuela : Un avion disparaît dans un crash dans le sud-ouest andin avec 46 personnes à bord.

### Vendredi 22 février
- Algérie : Deux touristes autrichiens, Andrea Kloiber (44 ans) et Wolfgang Ebner (51 ans), enlevés par des membres d'Al-Qaida au Maghreb islamique en Tunisie, sont transférés en Algérie.
- Allemagne : L'ancien responsable du comité d'entreprise de Volkswagen, Klaus Volkert, est condamné à deux ans et neuf mois de prison ferme et l'ex-responsable du personnel est condamné à un an de prison avec sursis, pour corruption, pots-de-vin, et services de prostitution.
- Estonie : L'OTAN annonce l'installation à Tallinn de son futur « centre d'excellence » en matière de cyberdéfense qui accueillera ses experts chargés de développer une doctrine et d'améliorer les capacités de lutte contre les attaques de plus en plus perfectionnées lancées dans le monde virtuel des réseaux Internet. Le centre sera abrité dans ce qui fut le quartier général estonien de l'aviation de l'ex-Armée rouge.
- France : 
  - Le Président Nicolas Sarkozy demande au premier président de la Cour de cassation, Vincent Lamanda, d'examiner la question de la censure partielle de la « loi Dati ». Il souhaite rendre possible l'enfermement à vie des criminels dangereux : « l'application immédiate de la détention de sureté aux criminels déjà condamnés reste un objectif légitime pour la protection des victimes ».
  - Inauguration du stade des Alpes à Grenoble
  - Le Secrétaire d'État à l'Outre-Mer, Christian Estrosi, évoquant l'accélération de l'afflux des clandestins à Mayotte en provenance des Comores, relance l'idée d'une réforme du droit du sol spécifique à l'île et par lequel « tout enfant né de parents en situation irrégulière » ne pourrait plus réclamer la nationalité française.
  - Sport, football : Nike rafle à Adidas le contrat d'équipementier des Bleus pour la période 2011-2018, pour 320 millions d'euros sur huit ans, ce qui en fait le maillot le plus cher du monde.
  - Économie : Les Banques populaires annonce le rachat pour 2,1 milliards d'euros des sept banques régionales de HSBC.
- Kosovo : Le Pérou reconnaît officiellement l'indépendance du nouvel État.
- Pakistan : Un attentat islamiste à la bombe contre un mariage dans le nord-ouest cause la mort de 14 personnes dont la jeune mariée et des enfants.
- Tunisie : Un groupe lié à l'organisation terroriste Al-Qaida au Maghreb islamique enlève deux touristes autrichiens, Andrea Kloiber (44 ans) et Wolfgang Ebner (51 ans) et les transfère en territoire algérien, dans une zone montagneuse.

### Samedi 23 février

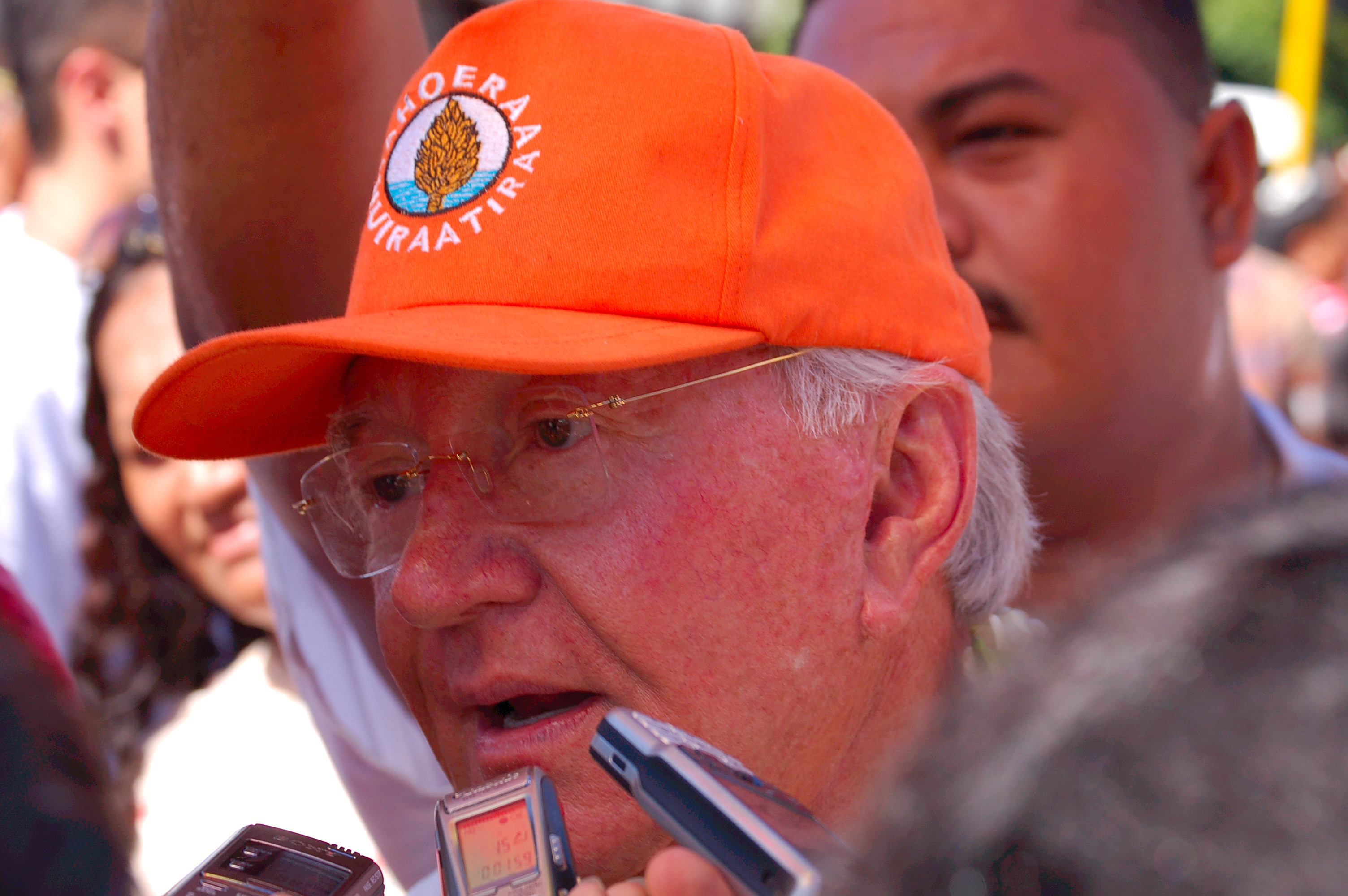
Gaston Flosse

- France : 45e salon de l'agriculture à Paris, jusqu'au 2 mars.
- Polynésie française : Gaston Flosse est élu président autonomiste de la Polynésie française après s'être allié à son ancien adversaire Oscar Temaru.

### Dimanche 24 février

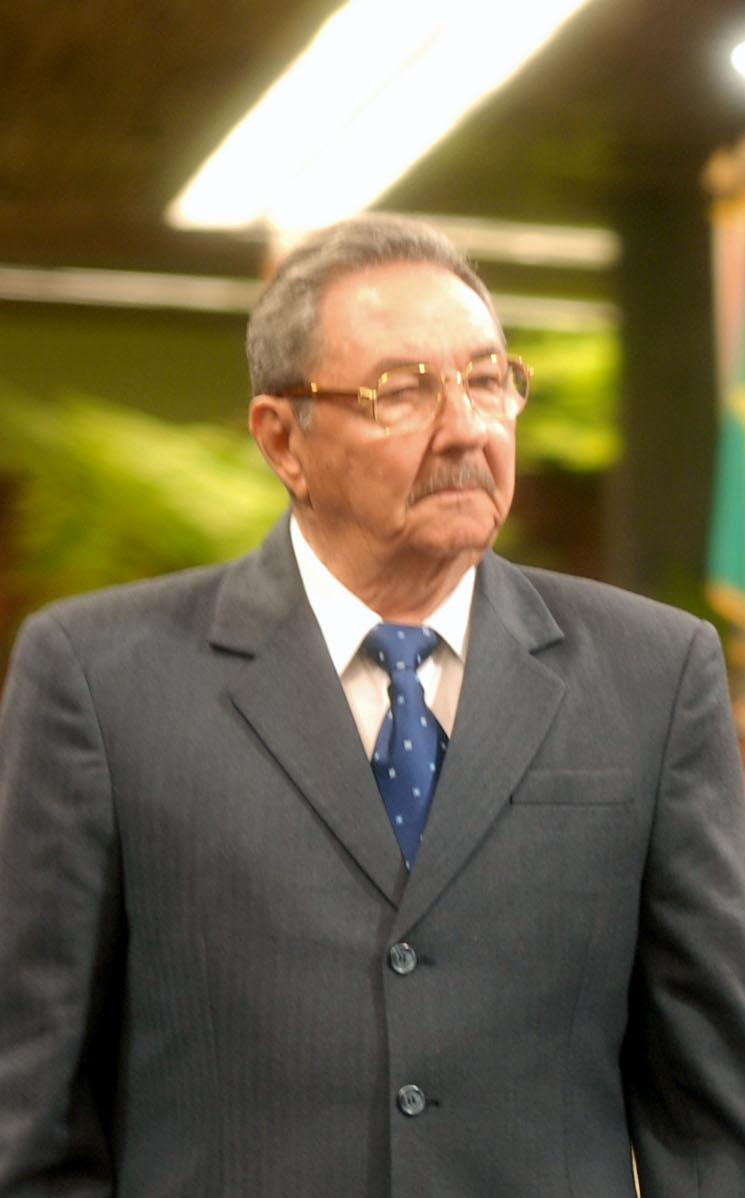
Raul Castro, début 2008

- Cuba : Raúl Castro qui assurait l'intérim de la présidence depuis 2006 est nommé officiellement président par l'Assemblée nationale.
- Kosovo : La Belgique reconnaît officiellement l'indépendance du nouvel État.
- Suisse : Référendum sur la réforme de la taxe professionnelle.

### Lundi 25 février
- France : Marion Cotillard reçoit l'Oscar de la meilleure actrice pour son interprétation dans La Môme.
- Italie : À Gravina dans les Pouilles, lors du sauvetage d'un enfant tombé dans un puits de 25 mètres désaffecté, les pompiers ont retrouvé les corps momifiés de deux enfants disparus de leur domicile le 5 juin 2007.
- Serbie : Le Premier ministre russe Dmitri Medvedev arrive pour une visite de soutien au gouvernement serbe.

### Mardi 26 février
- Irak :  Une allemande de 61 ans et son fils de 20 ans sont enlevés à Bagdad. Leurs ravisseurs exigent le retrait que l'Allemagne retire ses troupes d'Afghanistan.
- Kosovo : La Pologne reconnaît officiellement l'indépendance du nouvel État.
- Russie : Un décret gouvernemental oblige désormais les fournisseurs d'accès Internet à laisser les services de renseignements (FSB), contrôler leurs sites et lire les courriels de leurs clients. Les fournisseurs sont désormais obligés de surveiller les utilisateurs à leur insu et les investisseurs étrangers ne sont plus désormais autorisés à prendre le contrôle de fournisseurs d'accès Internet russes. Selon Oleg Panfilov, patron du Centre du journalisme, la peur d'Internet « a émergé il y a quatre ans, quand ce média est devenu le principal vecteur d'information de la révolution ukrainienne ».

### Mercredi 27 février
- Colombie : Quatre otages sont libérés par les FARC. L'un d'eux, un ancien policier du nom de Luis Eladio Pérez affirme avoir rencontré Íngrid Betancourt le 4 février et qu'elle lui était apparue malade et « très mal traitée par la guérilla ».
- Égypte : 45e cas avéré de grippe aviaire humaine dans le pays depuis février 2006.
- France : Le ministre de l'Éducation nationale, Xavier Darcos forme un groupe de travail chargé de « transformer » la proposition du Président Nicolas Sarkozy, de la prise en charge de « la mémoire d'un des onze mille enfants français juifs victimes de la Shoah » par les élèves de CM2 « en bonne démarche pédagogique ».
- Israël-Palestine : après la mort d'un Israélien, à la suite d'un tir de roquette revendiqué par la branche militaire du Hamas sur la ville de Sdérot, en représailles les Israéliens effectuent des raids contre la Bande de Gaza et font 11 morts dont 5 militants du Hamas, 4 civils adultes et 2 enfants.
- Kosovo : La Suisse reconnaît officiellement l'indépendance du nouvel État.
- Tchad : En route vers l'Afrique du Sud, le Président Nicolas Sarkozy fait escale à N'Djamena pour s'entretenir avec le Président Idriss Déby et annonce la création d'une commission internationale sur la disparition des opposants.

### Jeudi 28 février

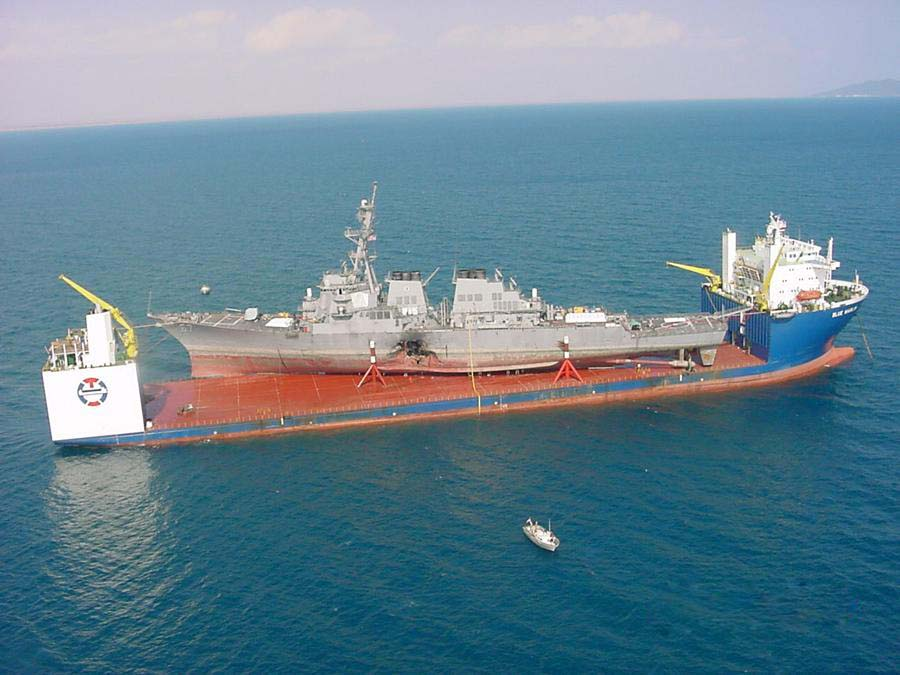
L'USS Cole transporté par le Blue Marlin après l'attentat d'octobre 2000.

- Afrique du Sud : Le Président Nicolas Sarkozy arrive en visite officielle jusqu'au 29 février.
- Israël-Palestine : Nouveaux tirs de onze roquettes du Hamas sur le sud d'Israël (Sderot et Ashkelon). En représailles, de nouveaux raids israéliens font 19 morts, dont 8 militants du Hamas, 7 civils adultes et 4 enfants.
- Kenya : Pour éviter le retour des violences ethniques, le Président Mwai Kibaki et le chef de l'opposition Raila Odinga passe un accord de gouvernement. Les violences consécutives à l'élection présidentielle du 27 décembre 2007 ont causé la mort de plus de mille cinq cents personnes.
- Kosovo : L'Autriche reconnaît officiellement l'indépendance du nouvel État.
- Liban : Le gouvernement américain annonce l'envoi du destroyer USS Cole, armé de missiles de croisière, au large du Liban, sans avoir averti son allié le premier ministre Fouad Siniora.

### Vendredi 29 février
- Irak : 
  - Le Conseil présidentiel irakien a approuvé l'exécution prochaine d'Ali le chimique, condamné à mort en juin 2007, pour sa responsabilité dans la répression kurde et le massacre de près de cent quatre-vingt mille personnes.
  - Paulos Faraj Rahho (65 ans), archevêque chaldéen de Mossoul, est enlevé par des extrémistes islamistes chiites.
- Israël-Palestine : Raids israéliens contre le camp de Jabaliya, où est tué un militant du Hamas, et vers Beit Hanoun près duquel une fillette de 2 ans est tuée par l'explosion d'un obus de char. Le gouvernement israélien se déclare prêt à user de tous les moyens nécessaires pour faire cesser les tirs de roquettes.
- Italie : 
  - Très tôt le matin, 389 immigrants clandestins ont débarqué sur les plages du sud de la Sicile, sur l'île de  Lampedusa (368) et à Pantelleria (21).
  - Libération de Salvatore Riina, fils du parrain Toto Riina, incarcéré depuis 2002, trois ans avant la fin prévue de sa peine.
- Kosovo : L'Irlande reconnaît officiellement l'indépendance du nouvel État.
- Kurdistan : 
  - L'état-major de l'armée turque annonce le retrait des huit mille soldats turcs qui ont envahi le nord de l'Irak depuis huit jours dans le but de traquer les combattants séparatistes du Parti des travailleurs kurdes. Selon le bilan turc, cette opération a causé la mort de 240 rebelles du PKK et de 27 soldats turcs.
  - Le chef militaire du PKK, Bahoz Erdal, lance un appel à l'insurrection des kurdes en Turquie.
- Pakistan : Un attentat-suicide cause la mort d'une quarantaine de personnes dans la vallée de Swat.
- Royaume-Uni : à la suite de la révélation de la présence du prince Harry en Afghanistan, en tant que combattant, le ministère de la Défense a annoncé son rapatriement immédiat. Cette révélation qui a été faite sur un site internet américain, non seulement met immédiatement en jeu la vie du jeune prince mais a été faite en violation d'un accord passé avec les médias britanniques et internationaux s'assurant le secret jusqu'à son retour prévu initialement pour avril en échange de reportages sur place.
- Vatican : Selon l'annuaire pontifical 2008, il y aurait fin 2006, 1,131 milliard de catholiques à travers le monde, en augmentation de 1,44 % en un an (1,115 milliard). Le nombre de prêtres est passé de 406 411 (2005) à 407 262 (2006) en augmentation de 0,21 %.

## Thématique

### Santé
- Biotechnologie : Selon la revue Nature Biotechnology, les premiers cas de résistance d'insecte à la toxine Cry1Ac produite à partir d'un gène tiré de la bactérie Bacillus thuringiensis se sont manifestés dans une douzaine de plantations du Mississippi et de l'Arkansas, sept années après l'introduction du coton Bt dans ces États.
- Cancer : Selon la revue Nature Genetics, trois groupes de chercheurs indépendants ont découvert de nouvelles variations génétiques associés à une susceptibilité accrue au cancer de la prostate.

## Fêtes
- 4 février : Sri Lanka, fête nationale
- 6 février :
  - Niué, fête nationale
  - Nouvelle-Zélande, Waitangi Day
  - Fête nationale saami
- 7 février : Grenade, fête nationale
- 15 février : Serbie, fête nationale
- 16 février : Lituanie, fête nationale
- 18 février : Gambie, fête nationale
- 19 février : Népal, Savoie fête nationale
- 23 février :
  - Brunei, fête nationale
  - Guyana, Mashramani
- 24 février : Estonie, fête nationale
- 25 février : Koweït, fête nationale
- 27 février : République dominicaine, fête nationale